# Bellini (groupe)
Pour les articles homonymes, voir Bellini.
Bellini est un groupe de math rock italien. Il est à l'origine formé de Damon Che (ex batteur de Don Caballero), et de Agostino Tilotta et Giovanna Cacciola, tous deux issus du groupe italien Uzeda. Le groupe a connu diverses variation de configuration, et a notamment intégré le batteur de Girls Against Boys, Alexis Fleisig.

## Biographie
Le groupe est formé par Damon Che, après la mise à terme de son groupe Don Caballero. Pour démarrer ce nouveau groupe, il fait appel au guitariste Agostino Tilotta. TIls sont rejoints par l'épouse de Tilotta, Giovanna Cacciola (chant) et Che recrute Matthew Taylor à la basse. Le quatuor s'associe avec Steve Albini pour produire leur premier album, Snowing Sun, publié en 2002. Pendant leur tournée nord-américaine, Che quitte le groupe et est remplacé par Alexis Fleisig. 
En 2005, le groupe publie l'album Snowing Stones, suivi par The Precious Prize of Gravity en 2009. Il est enregistré avec l'assistance de Steve Albini. Un nouvel album est prévu pour 2015.

## Style musical
La musique de Bellini est rattachée au math rock. Le groupe est nommé en hommage au compositeur italien Vincenzo Bellini (1801-1835), natif de la même ville que les membres d'Uzeda.

## Membres
- Giovanna Cacciola - chant
- Alexis Fleisig - batterie
- Matthew Taylor - basse
- Agostino Tilotta - guitare
- Damon Che - batterie

## Discographie
- 2001 : Snowing Sun, (Monitor Records, produit par Steve Albini)
- 2005 : Small Stones, (Temporary Residence Limited)
- 2005 : The Buffalo Song/Never Again 7, (Radio is Down)
- 2009 : The Precious Prize of Gravity, (Temporary Residence Limited, produit par Albini)